# Гороховская, Мария Кондратьевна

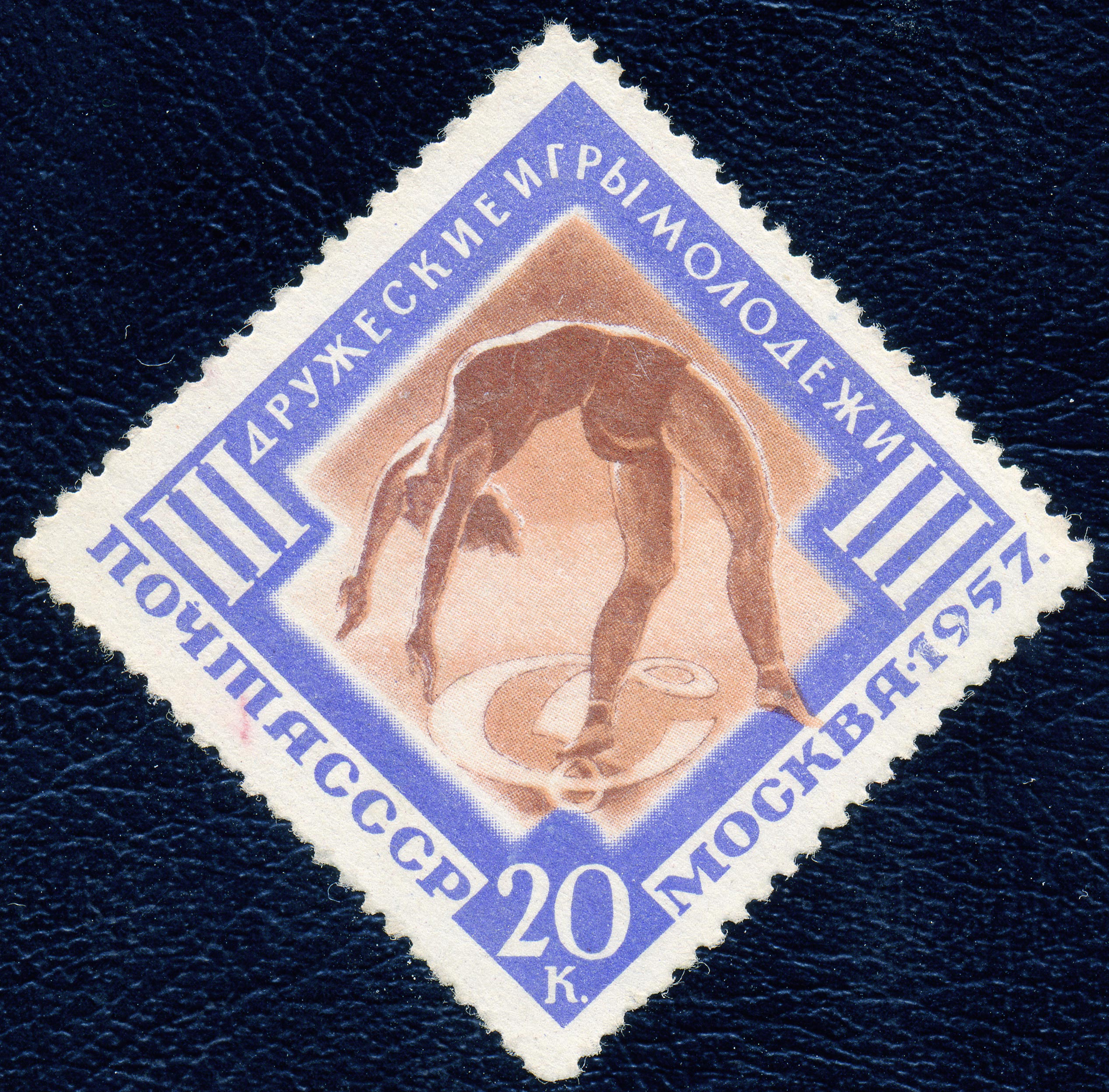
Мария Гороховская на марке СССР 1957 года

Мари́я Кондра́тьевна Горохо́вская (17 октября 1921, Евпатория, Таврическая губерния — 22 июля 2001, Тель-Авив) — советская гимнастка, первая олимпийская чемпионка в индивидуальном первенстве. Обладательница наибольшего числа медалей (семь), завоёванных женщиной на одной Олимпиаде (достижение в 2021 году повторила австралийская пловчиха Эмма Маккеон). Стала олимпийской чемпионкой в возрасте 30 лет, что превышает возраст всех других абсолютных олимпийских чемпионок. Чемпионка мира 1954 года в командном первенстве, многократная чемпионка СССР. Заслуженный мастер спорта СССР (1952). Судья международной категории (1964).

## Биография
Родилась в Евпатории, по происхождению еврейка. Окончила Феодосийский техникум физкультуры. В 1941 году уехала поступать в Ленинградский институт физической культуры. В начале блокады Ленинграда, работала в госпитале, затем была эвакуирована в Казахстан. После войны вернулась в Ленинград, где закончила Ленинградский государственный институт физической культуры им. П. Ф. Лесгафта. Сначала тренировалась в Ленинграде на кафедре ЛГИФК, выступала за СК «Буревестник». Затем переехала в Харьков, выступала за харьковский спортивный клуб «Строитель». После окончания спортивной карьеры уехала в Евпаторию и работала детским тренером, а также преподавала в Евпаторийском техникуме физкультуры.
Ещё во время учёбы в ЛГИФК в 1948 году стала чемпионкой СССР по спортивной гимнастике в соревнованиях на бревне. В дальнейшем ещё 10 раз становилась чемпионкой СССР, при этом дважды (в 1951 и 1952 годах) — в абсолютном первенстве.
В 1952 году сборная СССР впервые приняла участие в Олимпийских играх. Одновременно впервые в истории Олимпийских игр разыгрывался титул абсолютной чемпионки. Мария Гороховская стала абсолютной чемпионкой Олимпиады, вместе с командой СССР — чемпионкой в командном первенстве, выиграла серебряные медали на всех четырёх снарядах, а также вместе с командой серебряную медаль в командных упражнениях с предметом. Она завоевала золотую медаль чуть позже метательницы диска Нины Ромашковой. Эта медаль стала второй у женщин в истории СССР на Олимпийских играх. Мария Гороховская до сих пор остаётся обладательницей наибольшего количества медалей, завоёванных женщиной на одних Олимпийских играх (семь), а также самой старшей из всех абсолютных олимпийских чемпионок на момент выступления (30 лет).
В 1954 году Мария Гороховская выступила на чемпионате мира, завоевав золотую медаль в командном первенстве и бронзовую в вольных упражнениях. После этого она покинула большой спорт.
Работала тренером, с 1977 года в Евпатории.
В 1990 году эмигрировала в Израиль, где до своей смерти в 2001 году вместе с Агнеш Келети тренировала детей.
В 1991 году была включена в Международный еврейский спортивный зал славы.

## Награды
- орден Трудового Красного Знамени (27.04.1957) — «за успехи, достигнутые в деле развития массового физкультурного движения в стране, повышения мастерства советских спортсменов, и успешное выступление на международных соревнованиях»

## Результаты[6]
| Год  | Первенство     | Абсолютное | Командное | Опорный прыжок | Брусья | Бревно | Вольные упражнения | Кольца | Перекладина |
| ---- | -------------- | ---------- | --------- | -------------- | ------ | ------ | ------------------ | ------ | ----------- |
| 1947 | Чемпионат СССР | 2          |           |                |        |        |                    |        |             |
| 1948 | Чемпионат СССР |            |           |                | 2      | 1      |                    |        |             |
| 1949 | Чемпионат СССР | 3          |           |                |        | 3      |                    | 2      | 1           |
| 1950 | Чемпионат СССР | 2          |           | 3              |        | 3      |                    | 3      | 1           |
| 1951 | Чемпионат СССР | 1          |           | 3              |        | 2      | 1                  |        |             |
| 1952 | Чемпионат СССР | 1          |           | 3              | 1      | 2      | 1                  |        |             |
| 1953 | Чемпионат СССР |            |           |                | 1      |        |                    |        |             |
| 1954 | Чемпионат мира |            | 1         |                |        |        | 3                  |        |             |
| 1954 | Чемпионат СССР | 2          |           |                |        |        |                    | 1      |             |

## Память

Мемориальная табличка на Дворце спорта в г. Евпатория

14 июня 2017 года на здании Дворца спорта г. Евпатория была открыта памятная доска М. К. Гороховской.